# Punky Reggae Party
Punky Reggae Party (zu deutsch etwa „punkige Reggaefete“) ist ein Song des jamaikanischen Reggaemusikers Bob Marley, entstanden im Londoner Exil 1977, nachdem Marley in seiner Heimat Jamaika angeschossen wurde.

## Geschichte
Marley lernte in London einige Punkbands wie The Clash, Generation X und The Slits kennen. Er wurde außerdem durch Don Letts’ Dub-DJing im Roxy Club inspiriert. Durch textliche Ähnlichkeiten zwischen Marley und oben genannten Punkbands entstand die Aufnahme von Punky Reggae Party mit Lee Perry am Set. In der dritten Strophe werden einige Bands namentlich genannt:
The Wailers will be there, The Damned, The Jam, The Clash, Maytals will be there, Dr. Feelgood too.
Die knapp siebenminütige Studioversion wurde auf der Deluxe-Edition von Marleys Album Exodus veröffentlicht, ein Live-Mitschnitt eines Konzerts in Paris von 1978 ist auf dem Live-Album Babylon by Bus zu hören; Marley spielte den Song zudem noch einige Male auf seiner 1978er-Tournee, meistens als zweitletzten Song vor Exodus. Sowohl die Studio- als auch die Live-Aufnahmen haben die Tonart h-Moll.